# Moartea lui George Floyd
Pe 25 mai 2020, George Floyd, un bărbat negru american, a fost ucis în Minneapolis de către Derek Chauvin, un polițist alb de 44 de ani. Floyd fusese arestat după ce un casier de la un magazin a raportat că acesta făcuse o achiziție cu o bancnotă falsă de 20 de dolari. Chauvin a ținut genunchiul pe gâtul lui Floyd timp de peste nouă minute în timp ce Floyd era încătușat și stătea întins cu fața în jos pe stradă. Alți doi polițiști, J. Alexander Kueng și Thomas Lane, l-au asistat pe Chauvin reținându-l pe Floyd. Lane îndreptase pistolul spre capul lui Floyd înainte ca acesta să fie încătușat. Un al patrulea polițist, Tou Thao, a împiedicat trecătorii să intervină.
Incidentul a avut loc în timpul arestării lui Floyd în Powderhorn, un cartier de la sud de centrul orașului Minneapolis, și a fost înregistrat pe telefoanele mobile ale celor care au participat.  Arestarea a fost făcută după ce Floyd ar fi încercat să folosească o bancnotă de 20 de dolari într-un magazin, pe care un angajat a identificat-o ca fiind falsificată. Poliția a declarat că Floyd „a opus rezistență” după ce i-a fost ordonat să părăsească vehiculul său, înainte de filmarea videoclipului.    Camerele de supraveghere de la un restaurant din apropiere au părut să contrazică afirmațiile poliției, Floyd căzând de două ori în timp ce a fost escortat de ofițeri.   Plângerea penală a declarat că Floyd „nu s-a urcat în mod voluntar în mașină și s-a luptat cu ofițerii, căzând intenționat, spunând că nu merge în mașină și refuzând să stea nemișcat” pe baza camerelor de caroserie purtate de Lane și Kueng.   Înregistrarea video a unui martor, în care se vede că Floyd repeta „Vă rog”, „Nu pot respira” și „Nu mă omorâți”, a fost larg difuzată pe platformele de socializare și difuzată de mass-media.  Toți cei patru ofițeri au fost concediați a doua zi. 
Biroul Federal de Investigații (FBI) desfășoară o anchetă federală privind drepturile civile cu privire la incident, la cererea Departamentului de Poliție Minneapolis. Minnesota Bureau of Criminal Apprehension (BCA) investighează, de asemenea, posibile încălcări ale statutelor din Minnesota.  Pe 29 mai, Chauvin a fost arestat și acuzat de omor de gradul al treilea și omorul de gradul doi pentru moartea lui Floyd, avocatul comitatului Hennepin, Michael O. Freeman, a spus că a anticipat acuzații împotriva celorlalți trei ofițeri la locul morții lui Floyd.  
După moartea lui Floyd, manifestațiile și protestele din zona Minneapolis – Saint Paul au fost inițial pașnice pe 26 mai, dar mai târziu în acea zi au devenit violente, pe măsură ce ferestrele au fost spulberate într-o incintă de poliție, două magazine au fost incendiate și multe magazine au fost jefuite și avariate. .  Unii manifestanți au derapat cu poliția, care a tras gaze lacrimogene și gloanțe de cauciuc.   O autopsie preliminară nu a găsit niciun indiciu că Floyd a murit de strangulare sau asfixie traumatică, ci că efectele combinate ale restrângerii, condiții de sănătate subiacente, inclusiv boli coronariene și boli hipertensive ale inimii și potențialii intoxicați din sistemul său au contribuit probabil la moartea sa.    Avocații familiei lui Floyd au anunțat că au solicitat o autopsie independentă. 
Moartea lui Floyd a fost comparată cu moartea lui Eric Garner din 2014. Garner, de asemenea un bărbat negru neînarmat, a repetat „Nu pot respira” de unsprezece ori după ce a fost plasat într-un chokehold de un ofițer de poliție din New York în timpul unei arestări în Staten Island. 
Potrivit șefului uniunii sindicale a polițiștilor din Minneapolis, George Floyd a fost închis 10 luni în 1998 pentru jaf armat, 30 de zile pentru încălcare proprietății private în 2002, a mai avut sentințe de 8, respectiv 10 luni de închisoare în 2002 și 2004 pentru posesie de cocaină și alte 10 luni de închisoare în 2005 pentru posesie de cocaină. În plus, în 2007 a participat la un jaf armat de gradul unu, infracțiune pentru care a fost arestat în 2009.

## Oameni implicați
George Perry Floyd a fost un bărbat afro-american în vârstă de 46 de ani  care s-a născut în Fayetteville, Carolina de Nord și a crescut în Houston, Texas. A urmat liceul Yates unde a jucat la o echipă de baschet și fotbal.  A jucat baschet la South Florida Community College, dar nu a terminat școala. În 2 august 1997, când avea 23 de ani, a fost arestat pentru trafic de droguri și a fost condamnat la 6 luni de închisoare. În următorul an, autoritățile l-au arestat pentru două acuzații de furt (25 sept. 1998 și 9 dec. 1998). În urma acestei arestări, a fost condamnat din nou la 10 luni și 10 zile de închisoare. După 3 ani, în 29 aug. 2001, a fost condamnat la 15 zile de închisoare din cauza refuzului de a se identifica la cererea unui polițist. Între 2002 și 2005, poliția l-a arestat pe Floyd pentru alte 4 acuzații: posesie de droguri (în 29 oct. 2002); violare de domiciliu (în 3 ian. 2003); trafic de droguri (în 6 feb. 2004); și din nou pentru posesie de droguri (în 15 dec. 2005). A fost condamnat la aproximativ 30 de luni închisoare din cauza acestor 4 delicte. În 2007, autoritățile l-au arestat pentru jaf armat. Mai târziu, în 2009, el a pledat vinovat pentru această acuzație și a fost condamnat la 5 ani de închisoare. Floyd a fost eliberat condiționat în ianuarie 2013, la vârsta de 40 de ani.   După ce a ieșit din închisoare, George Floyd s-a implicat într-un program de reabilitare și a încercat să îi ajute pe tineri să nu calce pe urmele sale.  Floyd s-a întors la Houston unde s-a alăturat grupului de hip-hop Screwed Up Click.  În 2014, Floyd s-a mutat în Minnesota .  A locuit în St Louis Park și a lucrat în Minneapolis din apropiere ca agent de pază al restaurantului timp de cinci ani.   În momentul morții sale, Floyd își pierduse recent slujba din cauza carantinei din Minnesota în timpul pandemiei COVID-19 .  Floyd a fost tatăl a cinci copii proveniți din mai multe relații , dintre care două fiice, în vârstă de 6 și 22 de ani, care au rămas în Houston.  

### Ofițerii de poliție
Derek Michael Chauvin (născut la 19 martie 1976), un bărbat alb de 44 de ani, a fost ofițer în departamentul de poliție Minneapolis din jurul anului 2001.  Chauvin a avut 18 plângeri pe dosarul său oficial, dintre care două s-au încheiat în disciplină din departament, inclusiv scrisori oficiale de mustrare.  Fusese implicat în trei împușcături ale poliției, dintre care unul era fatal.    Potrivit fostului proprietar al clubului, Maya Santamaria, Floyd și Chauvin au lucrat amândoi ca agenți de pază și au avut schimburi de suprapunere la clubul de noapte latin, El Nuevo Rodeo. Ea a spus că Chauvin a lucrat acolo timp de 17 ani, în timp ce Floyd a lucrat la aproximativ câteva evenimente. Ea a spus că nu este clar dacă se cunosc între ei, dar că nu credea.   Santamaria a declarat că Chauvin s-a înțeles bine cu clienții latini la club, dar a spus că tactica sa față de clienții indisciplinați cu privire la ceea ce ea a numit nopțile „afro-americane” a determinat-o să vorbească cu el. 
Tou Thao, un ofițer american de origine Hmong,  a studiat la Academia de Poliție în 2009 și a fost angajat pe o funcție cu normă întreagă la poliția din Minneapolis în 2012, după ce a fost concediat timp de doi ani.  În 2017, Thao a fost inculpat într-un proces de utilizare excesivă a forței, care a fost soluționat în afara instanței pentru 25.000 de dolari.  
Alți doi ofițeri prezenți au fost identificați ca Thomas Lane și J. Alexander Kueng .   Niciunul dintre cazierele lor nu prezintă antecedente. 

## Evenimente

### Declarații inițiale ale poliției și paramedicilor
La scurt timp după ora 8:00 pm 25 mai, Ziua Memorială, ofițerii Departamentului de Poliție Minneapolis au răspuns unei „falsificări de bani” pe Chicago Avenue South, în cartierul Powderhorn din Minneapolis. Potrivit WCCO, implicația a fost că Floyd „a încercat să folosească bancnote falsificate la un magazin din apropiere”. Potrivit unui coproprietar al Cup Foods, Floyd a încercat să folosească o bancnotă de 20 de dolari pe care un membru al personalului a identificat-o ca fiind falsificată.  Potrivit poliției, Floyd se afla într-o mașină din apropiere și „părea să fie sub influență”. Un purtător de cuvânt al departamentului de poliție a declarat că ofițerii i-au ordonat să părăsească vehiculul, moment în care a „opus rezistență”. Aceste afirmații au fost contrazise de lansarea înregistrărilor video ale unui trecător.  
Potrivit poliției Minneapolis, ofițerii „au reușit să-l bage pe suspect în cătușe și au remarcat că pare să sufere de o afecțiune medicală” și au solicitat o ambulanță. În arest nu au fost folosite arme, potrivit unei declarații a poliției Minneapolis.  Potrivit departamentului de pompieri Minneapolis, paramedicii l-au mutat pe Floyd din locație și făceau compresii toracice și alte măsuri de salvare, pe un „bărbat inconștient, fără puls”.   Floyd a fost dus la Centrul Medical al Comitatului Hennepin, unde a fost declarat decedat  la 9:25. 

### Videoclipul arestării înregistrat de un trecător
O parte a arestului a fost înregistrată de un trecător și transmisă live pe Facebook,    devenind virală .  Chauvin este văzut în videoclip aplicând presiune cu genunchiul pe gâtul lui Floyd, în timp ce mâna lui este în buzunar. 
Când începe videoclipul, Floyd este deja fixat pe piept în jos, iar ofițerul Chauvin este îngenuncheat pe gât.    Floyd îi spune în mod repetat lui Chauvin „Te rog” și „nu pot respira”, în timp ce geme și suspină.   Un martor ocular spune poliției: „L-ai dat jos. Lasă-l să respire. " 
Un alt trecător a spus: „Unul dintre prietenii mei a murit la fel”, iar după ce Floyd răspunde „Sunt pe cale să mor la fel”, Chauvin îi spune să se relaxeze.  Poliția îl întreabă: "Ce vrei?" Floyd răspunde: „Nu pot respira”.  Acesta afirmă: "Vă rog, genunchiul din gâtul meu, nu pot să respir."  Cineva îi spune lui Floyd „să se ridice și să se urce în mașină” (pe care Agence France Presse, CBS News și WVLT-TV le identifică ca unul dintre ofițeri,    timp ce Buzzfeed News spune că este „neclar”, fie că era vorba despre un ofițer),  la care Floyd răspunde: „Voi   . . . Nu mă pot mișca. " Chauvin va continua să îngenuncheze pe gâtul lui Floyd în timp ce se zbătea.  Floyd strigă: "Mama!". Spune: „Mă doare stomacul, mă doare gâtul, totul doare”, și cere apă.  Poliția nu îi răspunde. Floyd imploră: „Nu mă omorî”. 
Chauvin a fost descris ca punându-și toată greutatea corporală pe gâtul lui Floyd.  Un pasager subliniază că Floyd sângera din nas.  Altul spune poliției că Floyd „nici măcar nu rezistă arestării chiar acum”.  Poliția le spune participanților că Floyd „vorbea, e bine”; un pasager răspunde că Floyd „nu este bine”.   Trecătorul protestează că poliția îl împiedica pe Floyd să respire, îndemnându-i: „Scoate-l de pe pământ   . . . L-ai fi putut pune în mașină până acum. Nu rezistă arestării sau nimicului. Te bucuri. Uită-te la tine. Limbajul corpului tău. "  
Floyd rămâne tăcut și nemișcat, dar Chauvin nu ridică genunchiul de pe gâtul lui Floyd.   Participanții protestează că Floyd nu „răspunde” și cer în mod repetat poliției să verifice pulsul lui Floyd.   O întrebare din partea martorilor, "L-au omorât?" 
În cele din urmă ajunge o ambulanță, iar Chauvin nu-și îndepărtează genunchiul până când serviciile medicale de urgență nu au pus corpul lui Floyd pe un targ. Corpul este încărcat în ambulanță și dus.     Un martor spune că poliția "tocmai l-a ucis" pe Floyd.   Acest videoclip a arătat că Chauvin a îngenuncheat pe gâtul lui Floyd timp de cel puțin șapte minute.  

### Alte videoclipuri
Un al doilea videoclip făcut de martori oculari, luat din interiorul unui vehicul, arată că Floyd a fost scos din vehiculul său. Vice descrie că Floyd „nu pare să reziste   - stătea doar lângă mașina lui ".   Independent a scris: „Videoclipul arată doi polițiști care îl trag pe dl. Floyd din mașina lui fără nicio rezistență aparentă. " 
Un videoclip de șase minute de la o cameră de securitate a unui restaurant din apropiere a fost furnizat presei. Acesta arată doi ofițeri care scot un bărbat dintr-un vehicul. Bărbatul este încătușat și adus pe un trotuar, unde se așază. A sosit un al treilea ofițer. Ulterior, un ofițer îl ajută pe bărbat să se ridice din nou, iar doi ofițeri îl aduc pe bărbat la un vehicul de poliție, unde bărbatul cade pe pământ.  În timp ce poliția a susținut inițial că Floyd a rezistat arestării, acest videoclip de supraveghere „îi arată pe ofițeri să-l rețină cu calm”, potrivit CBS News.  Videoclipul de supraveghere „nu acceptă pretențiile poliției că George Floyd a rezistat arestării”, a scris CNN . 
Un videoclip al incidentului dintr-un unghi diferit a arătat că „trei ofițeri l-au fixat pe Floyd pe pământ, în timp ce un altul se află peste el”, a raportat CBS Evening News.  Wall Street Journal a descris-o drept „trei ofițeri sunt văzuți stând pe Floyd. 
Poliția Minneapolis Park (MPP)   - o altă agenție decât Departamentul de Poliție Minneapolis (MPD)   - a avut un ofițer la locul de distracție al lui Floyd. MPP a lansat pe 28 mai o versiune puternic redusă a filmelor de cameră ale corpului ofițerului. Filmul a arătat ofițerul MPP care a liniștit doi pasageri din mașina lui Floyd că o ambulanță va ajunge la fața locului și le-a spus să „stea pus”.  CNN a menționat că ofițerul „nu se confruntă cu direcția incidentului când s-a întâmplat”. 
Toți cei patru ofițeri implicați direct în arestul fatal purtau camere de luat vederi ale corpului. Începând cu 29 mai, poliția Minneapolis încă nu a lansat această înregistrare. 

## Urmări
Pe 26 mai, șeful Poliției Minneapolis, Medaria Arradondo, a anunțat că ofițerii au fost concediați.  Mai târziu în aceeași zi, cei patru ofițeri respondenți au fost concediați. 
În acea zi, FBI a anunțat că analizează incidentul.  Filmele de pe camerele ofițerilor au fost transferate către Biroul de Înțelegere Criminalistică din Minnesota .  Avocatul pentru drepturi civile, Benjamin Crump, reprezintă familia lui Floyd. 
Pe 27 mai, campania de dezinformare care îl vizează pe Chauvin a început să circule pe rețelele de socializare. Deosebit de importante au fost afirmațiile potrivit cărora Chauvin a făcut obiectul unei fotografii purtând o pălărie „Make Whites Great Again” și că Chauvin a fost în scenă cu președintele Donald Trump la un miting politic; ambele afirmații au fost ulterior dovedite a fi false.    Mai multe ambasade africane din SUA chiar au condamnat într-o rară mișcare de la ele. "Declarațiile au venit în timp ce șeful Comisiei Uniunii Africane, Moussa Faki Mahamat, a condamnat 'uciderea' lui Floyd și a spus că vineri, organismul continental respinge 'practicile discriminatorii continue împotriva cetățenilor negri din SUA'. Africa nu a văzut genul de proteste împotriva uciderii lui Floyd care au izbucnit în Statele Unite, dar mulți africani și-au exprimat dezgustul și consternarea, întrebându-se deschis când SUA o vor înțelege. " 
Pe 28 mai, Departamentul de Justiție al Statelor Unite a lansat o declarație comună cu FBI, spunând că au făcut investigația cu privire la moartea lui Floyd „o prioritate maximă”. Aceștia au spus că au alocat procurori cu experiență și anchetatori criminali ai FBI și au prezentat etapele următoare ale anchetei: o „anchetă cuprinzătoare va compila toate informațiile disponibile și va evalua în detaliu probele și informațiile obținute de la martori.   . . . Dacă se stabilește că a existat o încălcare a legii federale, se vor solicita acuzații penale. "    Wall Street Journal a catalogat această declarație a Departamentului Justiției drept „deosebit de puternică”, având în vedere că departamentul „adesea ia un ton mai mut în descrierea continuă a investigațiilor”.  

### Acuzații
Chauvin a fost arestat pe 29 mai  iar avocatul comitatului Hennepin, Mike Freeman, l -a acuzat de omor de gradul al treilea și omorul de gradul doi .  El a spus că a anticipat și acuzații pentru ceilalți trei ofițeri.  Conform legii din Minnesota, omorul de gradul al treilea este definit ca fiind cauza morții altuia fără intenția de a ucide, ci „evocarea unei minți depravate, fără a ține cont de viața umană ”. Omorul de gradul doi nu implică, de asemenea, intenție letală, ci faptul că făptașul a creat „un risc nejustificat” de vătămare gravă sau deces.  Benjamin Crump, avocatul familiei lui Floyd, a cerut o sarcină de prim grad pentru Chauvin, care necesită intenția de a ucide. 

### Autopsie
O autopsie oficială nu a găsit niciun indiciu că Floyd a murit de strangulare sau asfixiere traumatică, mai degrabă că probabil a murit din cauza efectelor combinate ale restrângerii; condiții de sănătate subiacente, inclusiv boli coronariene și boli hipertensive de inimă; și orice substanțe intoxicante  din sistemul său. Familia lui Floyd l-a păstrat pe Michael Baden, un patolog care efectuase o a doua autopsie pe Eric Garner, pentru a efectua o examinare independentă în acest caz.  

### Memoriale și proteste

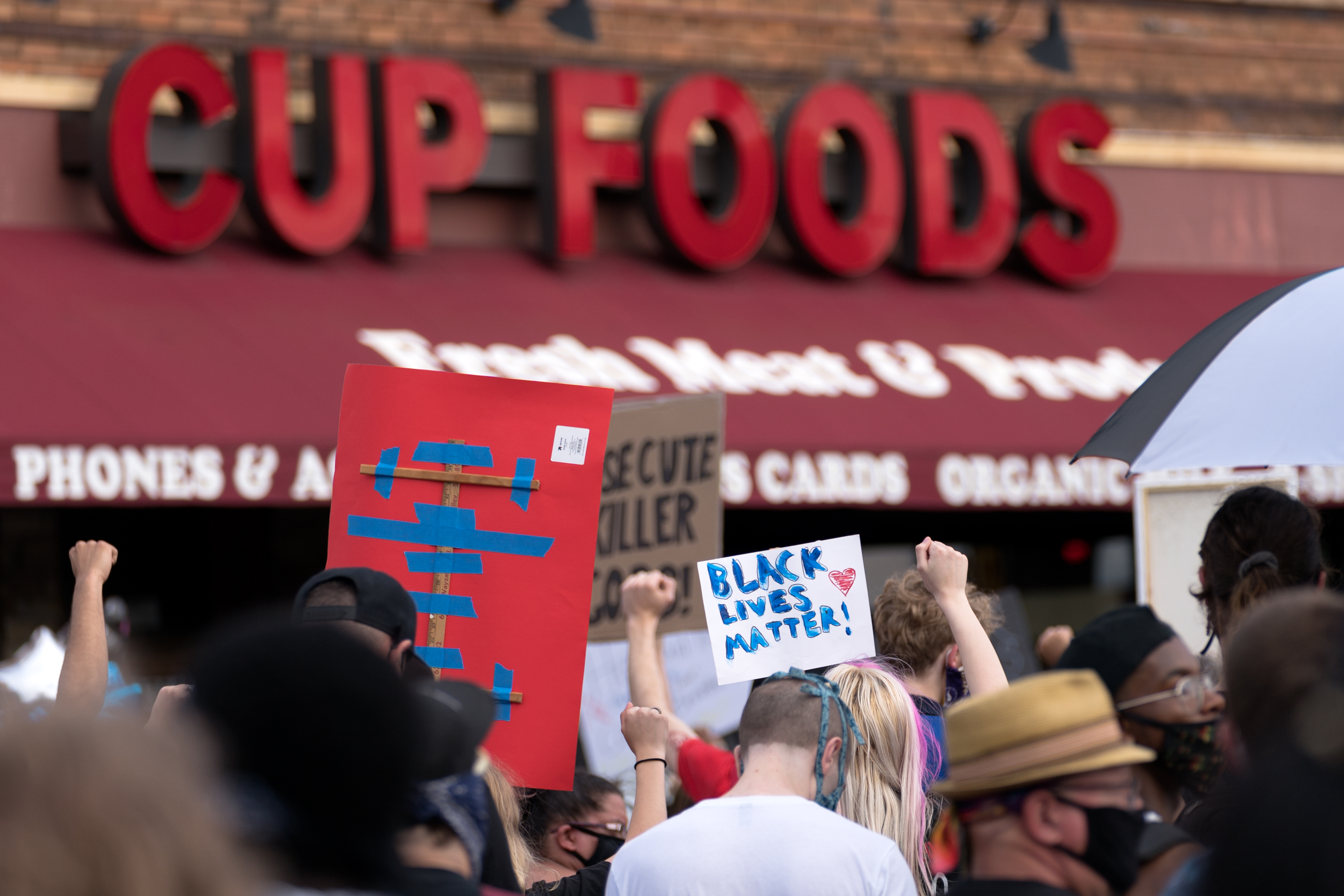
Protestatarii se adună la locul faptei pe 26 mai, a doua zi după moartea lui Floyd.

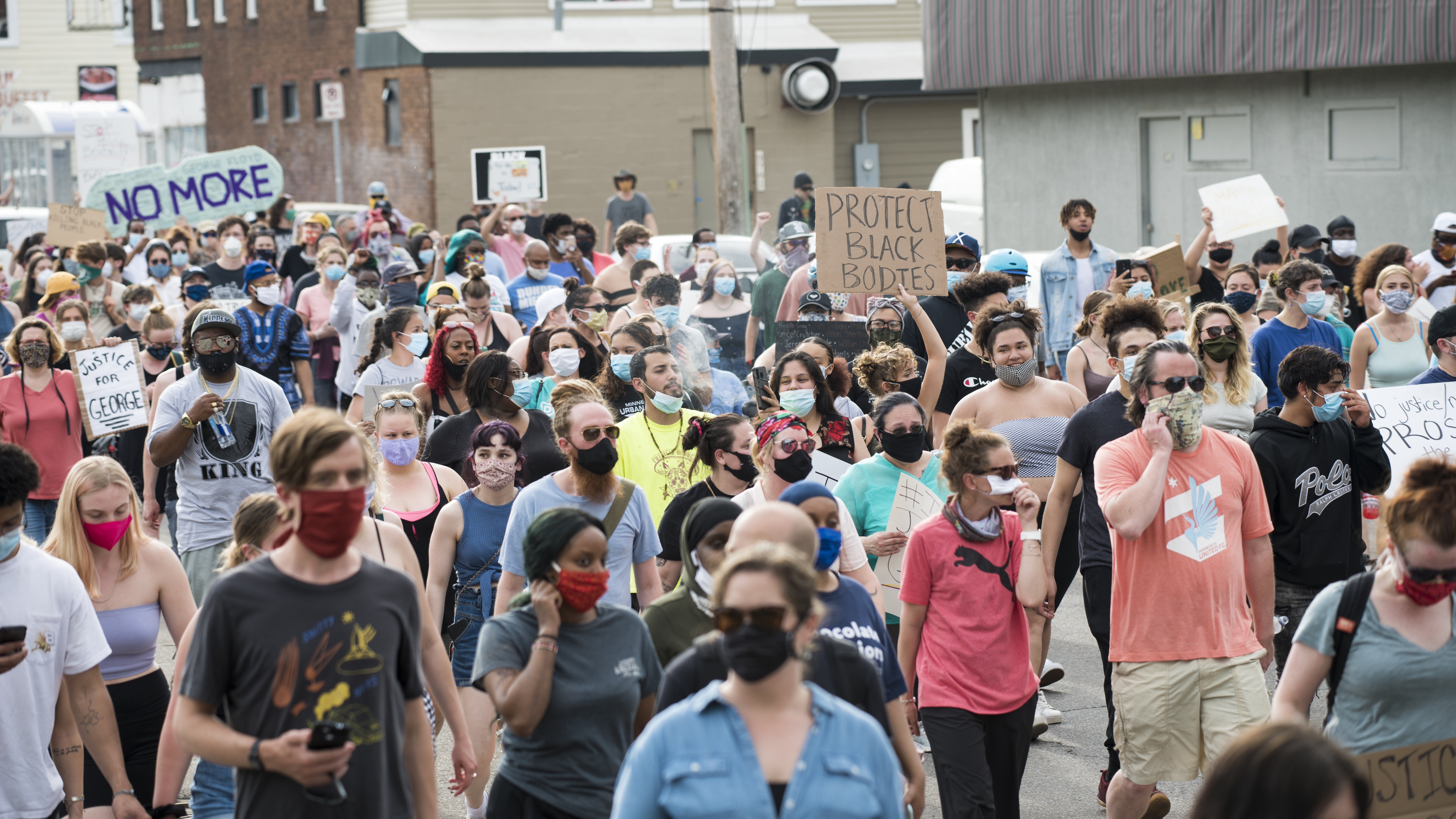
Protestatarii marșează pe 26 mai.

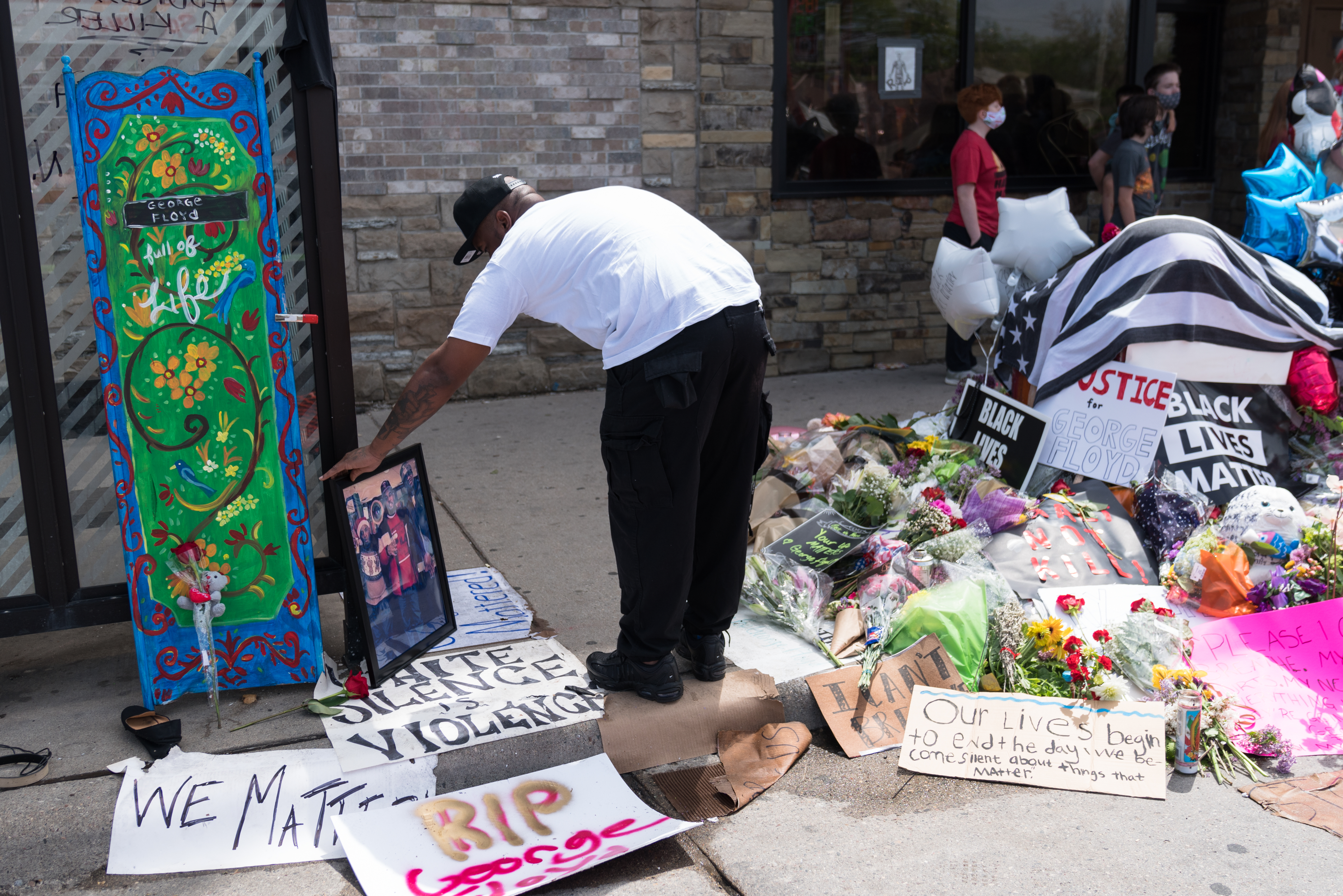
Un memorial improvizat în apropierea stației de autobuz unde a avut loc incidentul, 27 mai

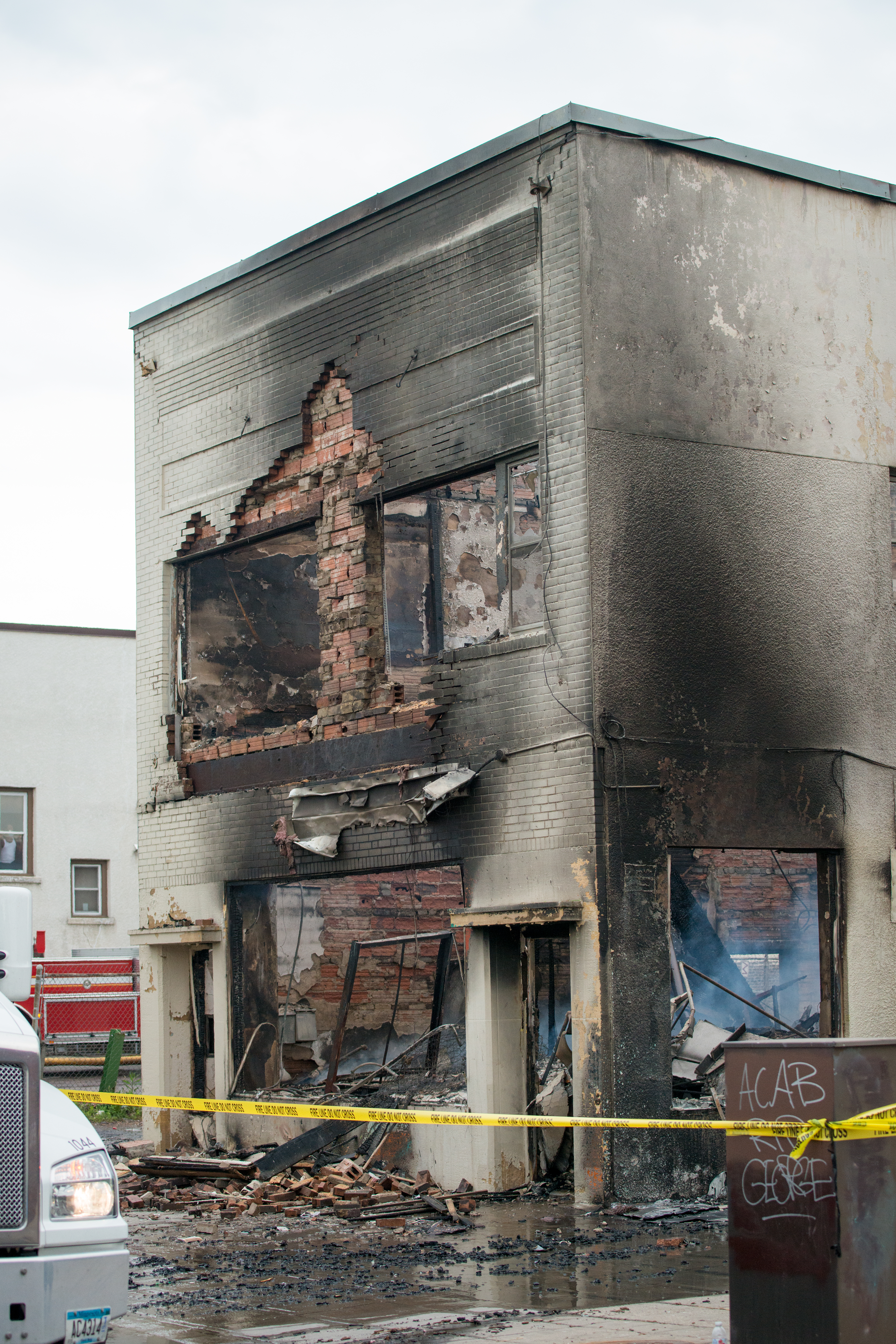
Clădire deteriorată după proteste violente, 28 mai

În urma ultrajului comunitar din Minneapolis, stația de autobuz de la locul morții lui Floyd pe Chicago Avenue a devenit un memorial improvizat pe tot parcursul zilei de 26 mai, cu multe pancarte care i-au adus un omagiu și au făcut referire la mișcarea Black Lives Matter . 
Pe măsură ce ziua a avansat, mai multe persoane s-au prezentat pentru a demonstra împotriva morții lui Floyd. Mulțimea, estimată a fi în sute de oameni,    apoi a pornit la a 3-a secție a Poliției Minneapolis.  Participanții au folosit afișe și sloganuri cu expresii precum „Justice for George”, „I Can't Breathe” și „Black Lives Matter”. 
Deși protestele din prima zi au fost inițial pașnice, un grup mai mic de protestatari a vandalizat secția a 3-a, spărgând o fereastră și, de asemenea, au vandalizat mașinile poliției. Acest lucru a condus la polițiștii care au atacat protestatarii folosind gaze lacrimogene și grenade pe protestatari, în timp ce unii protestatari au aruncat cu pietre și alte obiecte la poliție.  De asemenea, poliția a folosit gloanțe de cauciuc și fumigene împotriva protestatarilor.  Mass-media a scos în evidență diferențele aparente de agresiune între răspunsul poliției la protestatarii negri în aceste proteste, comparativ cu răspunsul mai măsurat la protestele anti-carantină din Statele Unite ale Americii din 2020, cu protestatarii albi cu armă.   Acest sentiment s-a răspândit și pe social media. 
Aceste proteste au devenit mai târziu violente, care au continuat zile întregi.   
În urma protestelor, a fost înființat o carantină de noapte în Minneapolis – Saint Paul și comitatul Dakota, pe 29 mai. 500 de soldați ai Gărzii Naționale din Minnesota au fost trimiși mai târziu în zonă pentru a pune în aplicare starea de asediu,  dar cu un efect redus, aproximativ 1000 de protestatari putând fi să meargă pașnic pe Interstate 35 bine în carantină. 
Protestele împotriva brutalității poliției și moartea lui George Floyd au avut loc în peste 100 de orașe din întreaga lume  inclusiv New York ;  Los Angeles ;  Toronto ;  Mashhad ;  Milano ;  Columbus, Ohio ;    Denver ;   Des Moines ;  Houston ;  Louisville ;  Memphis ;   Charlotte, Carolina de Nord ;  Oakland ;  Portland, Oregon ;  San Jose ;  Seattle ;  exteriorul Casei Albe din Washington ;  exteriorul casei de vară a lui Chauvin în Windermere, Florida ;  și multe altele. 

## Reacții

### Familie și prieteni
Vărul lui Floyd și cei doi frați au fost intervievați de CNN. Vărul său, Tera Brown, a criticat poliția, spunând: „Trebuiau să fie acolo pentru a servi și pentru a-i proteja și nu am văzut că niciunul dintre ei nu ridică un deget pentru a face nimic pentru a-l ajuta în timp ce își cerșea viața.“ Unul dintre frații săi a reiterat, spunând: „Ei ar fi putut tragă cu un taser în el. În schimb, și-au pus genunchiul în gât și doar s-au așezat pe el și apoi au continuat. L-au tratat mai rău decât tratează animalele. "  Fratele lui Floyd, Philonese, a chemat pacea și a spus: „Toată lumea are foarte multă durere acum, de aceea se întâmplă asta, m-am săturat să văd oameni negri murind”. 
Prietenul de demult al lui Floyd, fostul jucător profesionist de baschet Stephen Jackson, și-a exprimat furia și tristețea în urma morții, spunând că videoclipul arestării „tocmai m-a distrus”.  
Iubita lui Floyd, Courtney Ross, a cerut comunității să răspundă morții sale într-un mod care îl onorează. Ea a spus: „Nu poți lupta focul cu focul. Totul doar arde și am văzut-o toată ziua   - oamenii urăsc, urăsc, urăsc, sunt nebuni. Și nu ar vrea asta. " 
Soția lui Derek Chauvin, ofițerul care a îngenuncheat pe gâtul lui Floyd, a depus divorțul și i-a oferit condoleanțele familiei Floyd. 

### Politic

#### Minneapolis și Minnesota
Consilierul orașului Minneapolis, Andrea Jenkins, care a reprezentat Ward 8, unde s-a produs incidentul, a fost citată: „Inima mea se rupe pentru pierderea tragică de viață azi-noapte în apropiere de 38th și Chicago. Comunitatea noastră continuă să fie traumatizată din nou și din nou și din nou. Trebuie să cerem răspunsuri. "  Guvernatorul Tim Walz, într-o conferință de presă în dimineața zilei de 29 mai, a declarat că „trebuie să restabilim ordinea” înainte ca acțiunile să poată fi luate în justiție și să abordeze problemele care au provocat moartea lui Floyd. De asemenea, Walz a anunțat că a activat Garda Națională.  Cu o zi înainte, Waltz a folosit Garda Națională pentru a potoli tulburările rezultate din moartea lui Floyd. 
Primarul Minneapolis, Jacob Frey, a spus: „A fi negru în America nu ar trebui să fie o condamnare la moarte. Timp de cinci minute, am urmărit un ofițer alb apăsând genunchiul în gâtul unui bărbat negru   . . . Când auziți pe cineva care solicită ajutor, trebuie să ajutați. Acest ofițer a eșuat în sensul cel mai de bază, uman. " A doua zi după moartea lui Floyd, primarul a numit încetarea ofițerilor respondenți „apelul potrivit”.   La două zile de la moartea lui Floyd, primarul Frey a evidențiat natura rasială a morții lui Floyd și a cerut ca Chauvin să fie acuzat penal: „Dacă majoritatea oamenilor, în special oamenii de culoare, ar fi făcut ceea ce a făcut un ofițer de poliție luni, ar fi deja dupa gratii. De aceea, astăzi îl chem pe avocatul comitatului Hennepin, Mike Freeman, să-l acuze pe ofițerul de arestare în acest caz. "   Într-un interviu acordat celor de la CBS în acea seară, Frey a fost întrebat: „Crezi că asta a fost omor? El mi-a răspuns: „Eu fac”.  
Reprezentantul Ilhan Omar, din districtul 5 al congresului din Minnesota (care include Minneapolis), a solicitat o anchetă federală, spunând: „Este grav să vezi că acest om negru este ucis în timp ce ceară ajutor neputincios”.  Ulterior, ea a adăugat: „Polițistul care l-a ucis pe George Floyd ar trebui să fie acuzat de crimă”.  Senatorul Tina Smith și guvernatorul Tim Walz au solicitat, de asemenea, acțiuni imediate.  Senatoarea Amy Klobuchar a reacționat în ziua următoare, spunând: „Am auzit apelurile sale repetate de ajutor. L-am auzit spunând din nou că nu mai poate respira. Și acum am văzut încă o moarte oribilă și înfiorătoare a intestinului unui bărbat afro-american care moare ". Ea a solicitat declararea „unei investigații complete și minuțioase în afara evenimentelor, iar cei implicați în acest incident trebuie să fie trași la răspundere”.  Cu toate acestea, ca fost avocat al județului Hennepin, a fost criticată pentru că a refuzat să apese acuzații penale împotriva poliției în cei opt ani în acest birou, inclusiv împotriva lui Chauvin; unii au cerut demisia ei din Senat.   

#### Federal
Președintele Donald Trump și-a trimis condoleanțele pe Twitter, spunând că a solicitat FBI-ului să efectueze o anchetă amănunțită. El a adăugat: „Inima mea iese în familia și prietenii lui George. Dreptatea va fi servită! "  De asemenea, Trump a descris moartea lui Floyd drept „tristă și tragică”. El a stârnit controverse în urma publicării unui tweet care scria: „Acești HULIGANI dezonorează memoria lui George Floyd și nu voi lăsa să se întâmple asta. Tocmai a vorbit cu guvernatorul Tim Walz și i-a spus că militarii sunt cu el până la capăt. Orice dificultate și ne vom asuma controlul, dar, atunci când începe jaful, începe filmarea . Mulțumesc! "  
Fostul președinte al SUA, Barack Obama, a tweetat o declarație prin care a solicitat o „nouă normalitate” care să pună capăt moștenirii rasismului instituțional .  
Ambasadorii SUA în Congo, Kenya, Tanzania și Beijing și-au exprimat îngrijorarea și condamnarea pentru ucidere. 

#### Internațional
Deputații Partidului Laburist britanic Claudia Webbe și David Lammy, au criticat moartea lui Floyd. Premierul canadian, Justin Trudeau, a spus că rasismul este real și că există atât în Statele Unite, cât și în Canada. A cerut apoi canadienilor să se opună. Michelle Bachelet, Înaltul Comisar al Națiunilor Unite pentru Drepturile Omului, a condamnat-o ca fiind încă o ucidere a afro-americanilor neînarmați, a chemat Statele Unite să ia „măsuri serioase” și să pună capăt repetării unor astfel de crime. 
Țările criticate de Statele Unite pentru încălcarea drepturilor omului au folosit incidentul pentru a critica SUA Ministerul Afacerilor Externe al Rusiei a declarat că Statele Unite au avut un istoric de abuz sistemic asupra drepturilor omului. Președintele turc, Recep Tayyip Erdoğan, a învinuit moartea lui Floyd pentru o „abordare rasistă și fascistă” din partea Statelor Unite și a declarat că Turcia va monitoriza problema. Ayatollahul Ali Khamenei, liderul suprem al Iranului, a retweetat un tweet spunând că oamenii cu pielea întunecată s-au confruntat cu uciderea „în următoarele câteva minute” dacă ieșeau pe străzile americane.  
Oficialii Uniunii Africane, inclusiv președintele Comisiei pentru Uniunea Africană, Moussa Faki Mahamat, au criticat uciderea. Ambasadele americane în Africa au condamnat, de asemenea, incidentul, într-o acțiune care a fost descrisă de mass-media ca neobișnuită.  

### Poliție

#### De stat și locală
Uniunea poliției locale și-a exprimat susținerea ofițerilor implicați, spunând: „Federația ofițerilor de poliție din Minneapolis va oferi sprijin complet ofițerilor implicați”. De asemenea, au cerut publicului să rămână calm, spunând: „Nu este momentul să ne grăbim să judecăm și să-i condamnăm imediat pe ofițerii noștri”.  
Asociația șefilor de poliție din Minnesota l-a aplaudat pe împușcarea rapidă a ofițerilor implicați, șeful Minneapolis, al Arradondo. 

#### Național
Poliția din toată țara a fost dur critică pentru acțiunile lui Chauvin. Conducători din organizații care includ sute de mii de polițiști au condamnat desfășurarea arestului. Directorul executiv al Asociației Naționale a Organizațiilor de Poliție, William Johnson, a numit incidentul de urgență și a spus: „Nu știu întreaga poveste, dar nu văd nicio justificare legală, nici o justificare de autoapărare sau vreo justificare morală”.  Președintele Ordinului de Poliție, Patrick Yoes, a declarat că autoritățile trebuie să se asigure că justiția este servită în moartea lui Floyd, indiferent de consecințe. 
Asociațiile șefilor de poliție din toată țara și-au exprimat consternul pentru tratamentul lui Floyd.  Șefii Asociației Internaționale a Șefilor de Poliție (IACP) și ai Asociației Șefilor din Marile Orașe (MCCA) au condamnat ceea ce s-a văzut în videoclip. MCCA, condus de Art Acevedo, șeful Poliției din Houston, a spus: „Moartea d-lui. Floyd este profund deranjantă și ar trebui să-i preocupe pe toți americanii. Acțiunile ofițerului sunt în contradicție cu pregătirea și protocoalele profesiei noastre, iar MCCA îl felicită pe șeful Poliției Minneapolis, Medaria Arradondo, pentru acțiunea sa rapidă și decisivă pentru încetarea angajării ofițerilor implicați. " Președintele Fundației Naționale de Poliție a declarat: „Aceste acțiuni și inacțiune pun în pericol câștigurile care au fost făcute prin sacrificiile și curajul multora”.  
Liderii departamentelor individuale de poliție din jurul Statelor Unite au vorbit împotriva ofițerului din centrul videoclipului, cu ceea ce The Washington Post a numit „dezgust”, iar Los Angeles Times a numit „critică contondentă”.   The Los Angeles Times a spus: „A fost un moment rar în care liderii poliției au fost fără echivoc în disprețul lor public pentru conduita unuia dintre ei.”  Liderii care condamnau acțiunile ofițerului au fost comisarul de poliție din New York,  șerifii din comitatele Los Angeles  și San Diego,  și șefii de poliție din Los Angeles,   Boston,  Miami,  Houston,   și Austin, , precum și un fost șef de poliție din Seattle .  Șefi de poliție din orașe mai mici au vorbit și ei: șefi de poliție din Buffalo Grove, Illinois;  Tucson, Arizona;  Round Rock, Texas;  Universitatea din Texas din Austin;  Pflugerville, Texas;  și Omaha, Nebraska,  au emis toate declarații împotriva tratamentului lui Floyd. 
Un șerif adjunct din comitatul Jones, Mississippi a fost concediat pentru postarea pe rețelele de socializare: „Dacă poate țipă, poate respira (sic), se mai întâmpla ceva”. 

### Academia
Experții privind utilizarea forței de către poliție au condamnat acțiunile lui Chauvin. Mylan Masson, un ofițer de poliție din Minneapolis de multă vreme și fost director al Centrului de aplicare a legii și a criminalității din cadrul Colegiului Tehnic Hennepin, care instruiește aproximativ jumătate din polițiștii din Minnesota, a spus că o formă a tehnicii văzută în videoclipul morții lui Floyd a fost predată până când cel puțin 2016. El a adăugat: „Odată ce [ofițerul] este sub control, atunci eliberezi. Aceasta este folosirea forței: o folosești până când amenințarea s-a oprit. "  George Kirkham, fost ofițer de poliție și profesor emerit la Colegiul de criminalistică și justiție penală a Universității de Stat din Florida, a declarat: „Era o forță scandaloasă, excesivă, lipsită de rațiune în aceste condiții. Avem de-a face cu un [suspectat] infractor de proprietate. Bărbatul era predispus la pământ. El nu era o amenințare pentru nimeni. "  Seth Stoughton, profesor asociat de drept la Universitatea din Carolina de Sud, care a fost și un fost ofițer de poliție, a declarat că plasarea suspecților întinși cu fața în jos cu mâinile încătușate la spate pentru o perioadă lungă de timp a fost periculoasă, deoarece risca pozițional. asfixie Dacă un ofițer își pune genunchiul pe gâtul unui suspect în această poziție, acesta ar putea provoca vătămări sau chiar moarte. 

### Instituții
Universitatea din Minnesota a anunțat că va limita legăturile cu Departamentul de Poliție Minneapolis și nu va mai contracta departamentul de poliție locală pentru asistență la evenimentele majore.   Trei membri ai consiliului școlar Minneapolis vor prezenta o rezoluție la următoarea ședință din 2 iunie propunând încetarea relației sale cu Departamentul de Poliție Minneapolis. 

## Galerie

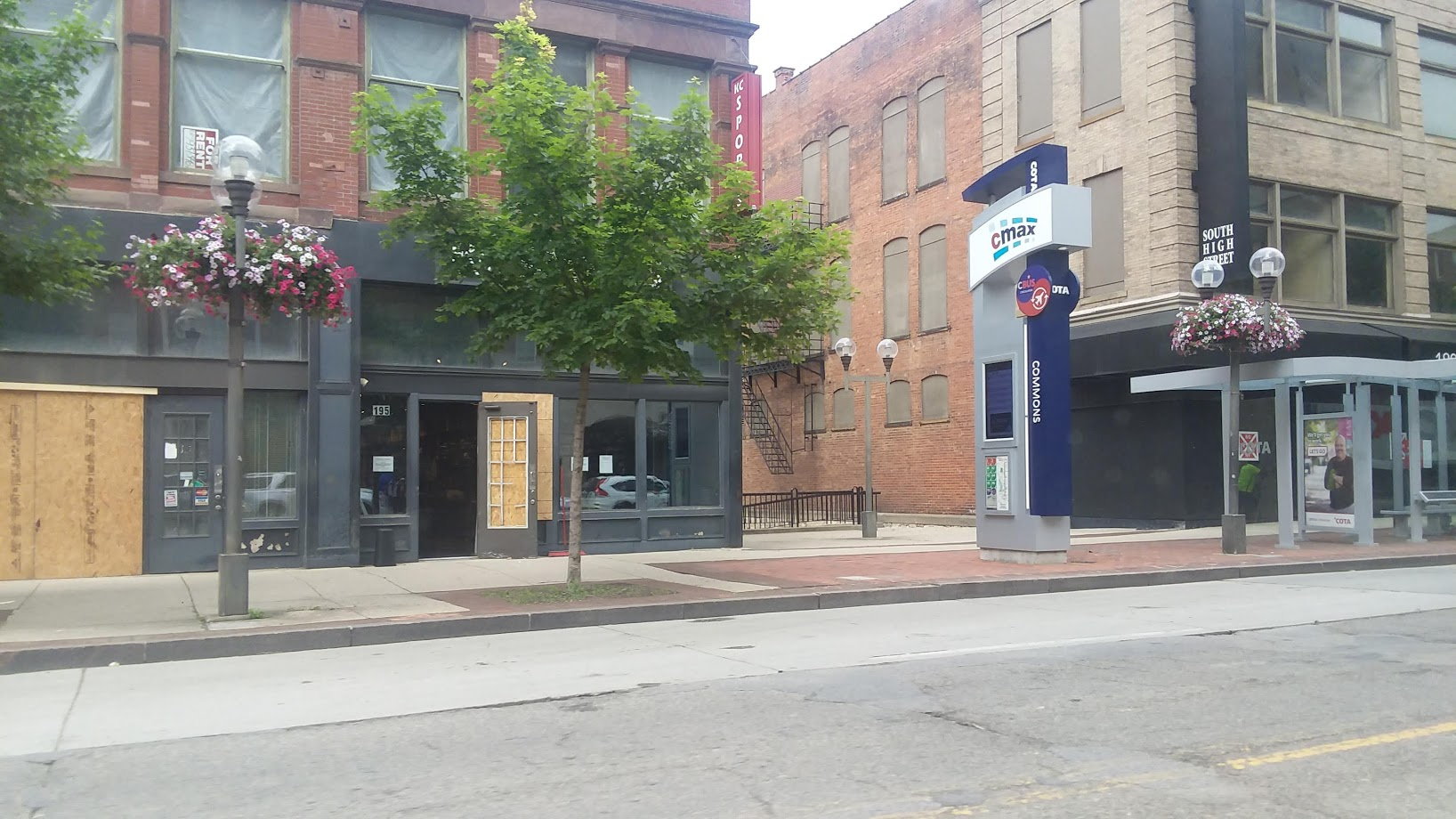
Întreprinderile din centrul orașului Columbus, Ohio, care au fost avariate în protestele violente
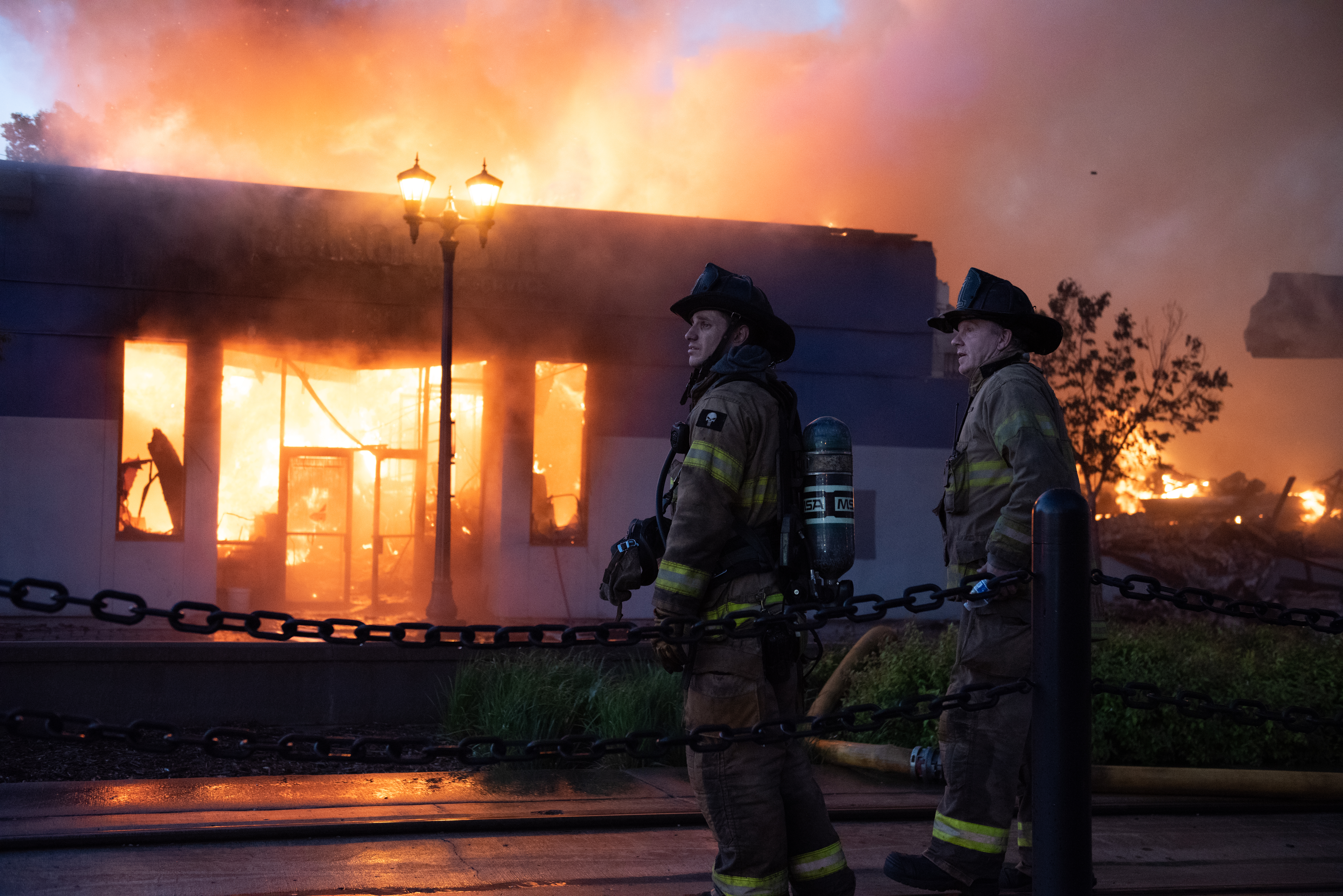
Pompierii care au observat pagubele din Minneapolis în după-amiaza zilei de 28 mai
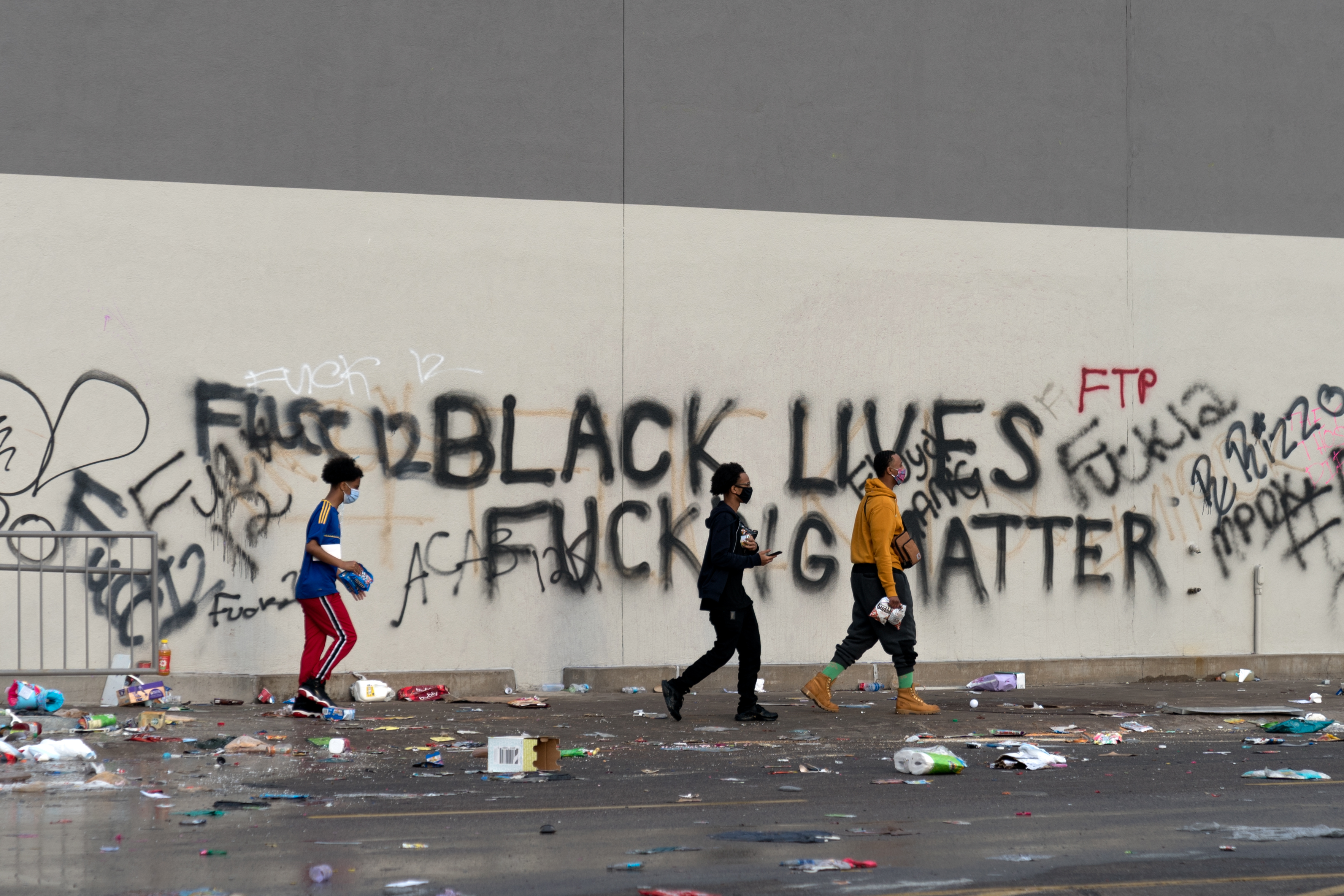
Black Lives Fucking Matter” și „Fuck 12” pe un magazin țintă jefuit din Lake Street, Minneapolis, în dimineața zilei de 28 mai
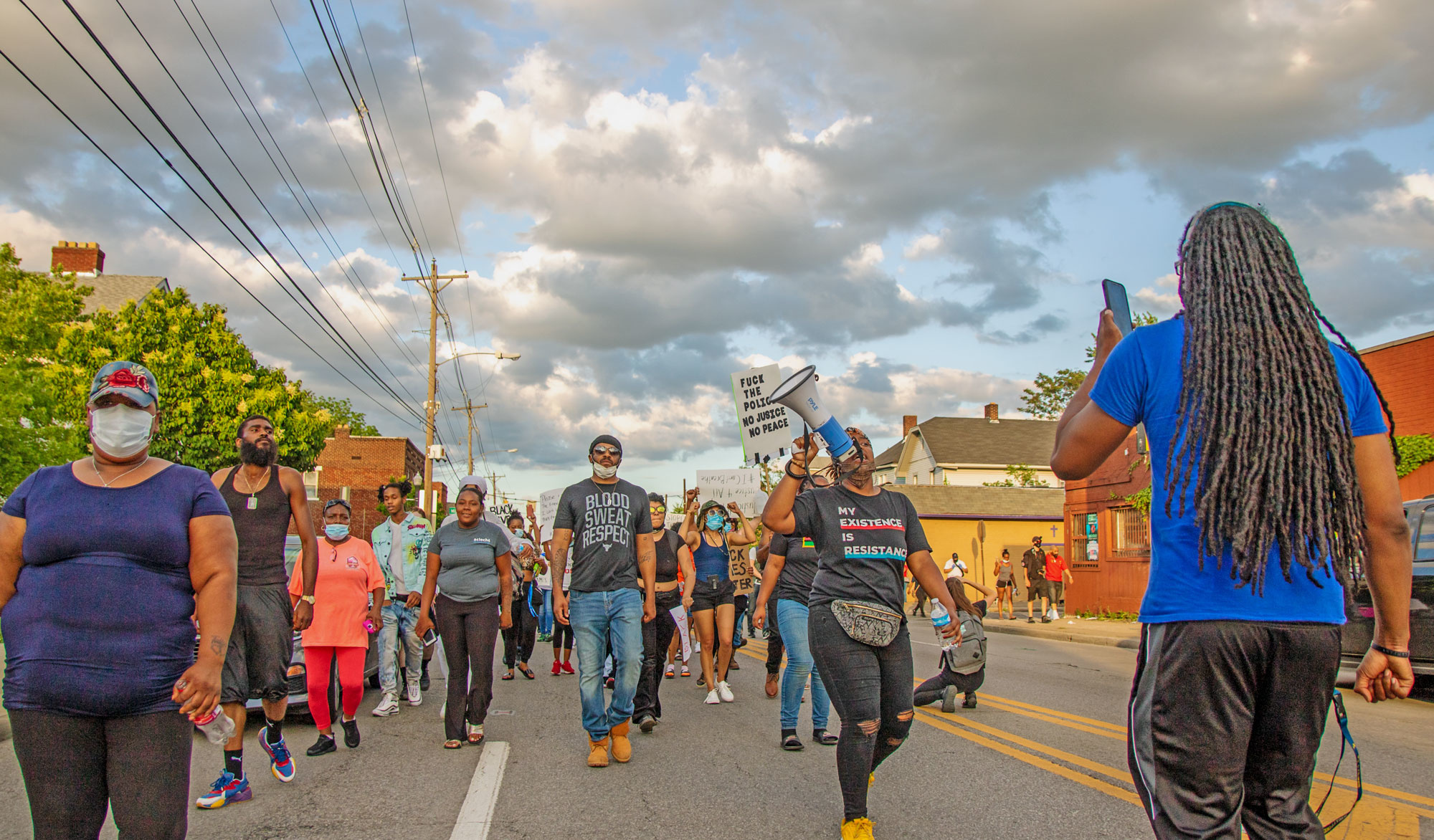
Proteste în Columbus, Ohio
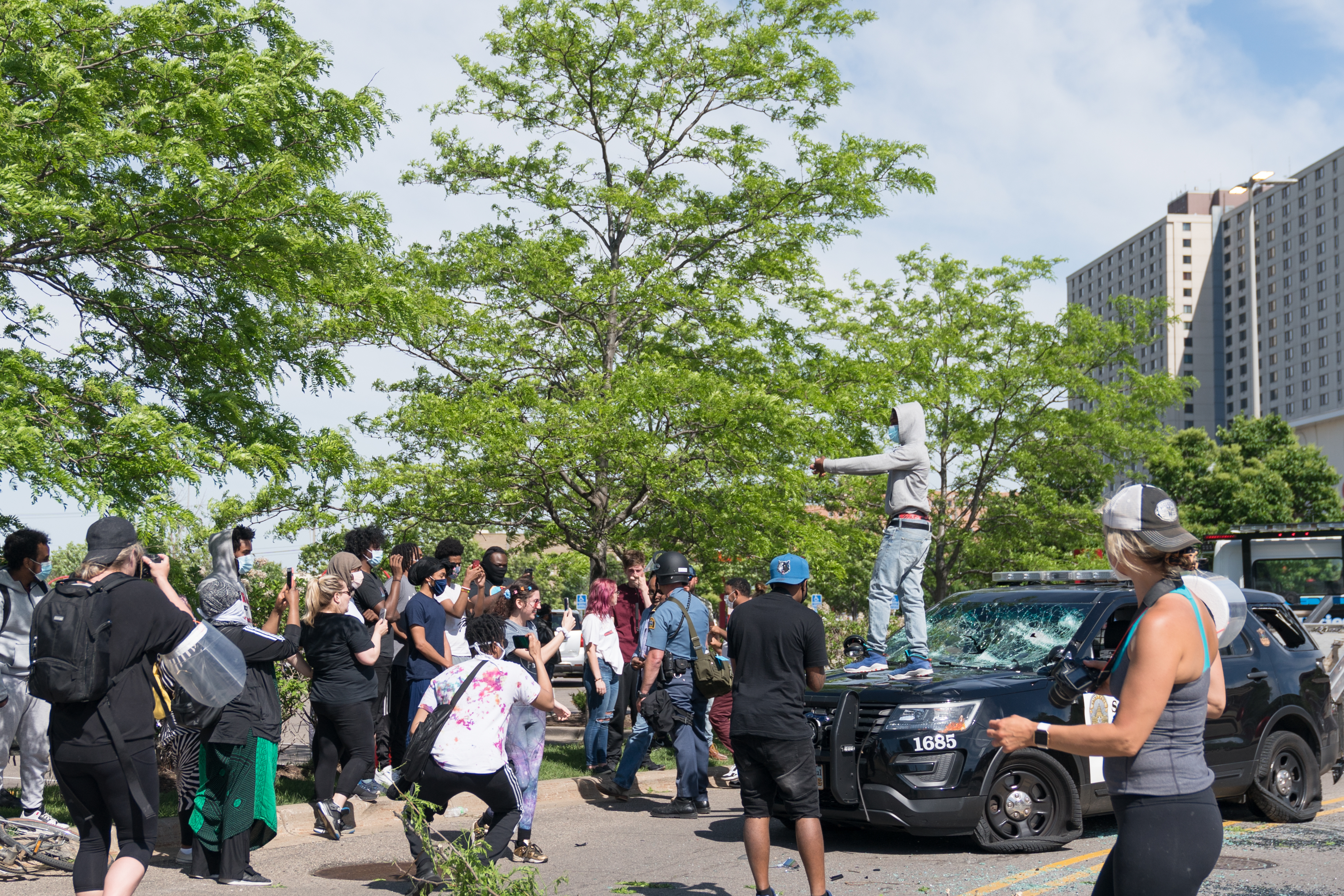
Un protestatar stă pe o mașină de poliție cu un parbriz spart în afara unei ținte din zona Midway din St Paul, Minnesota.
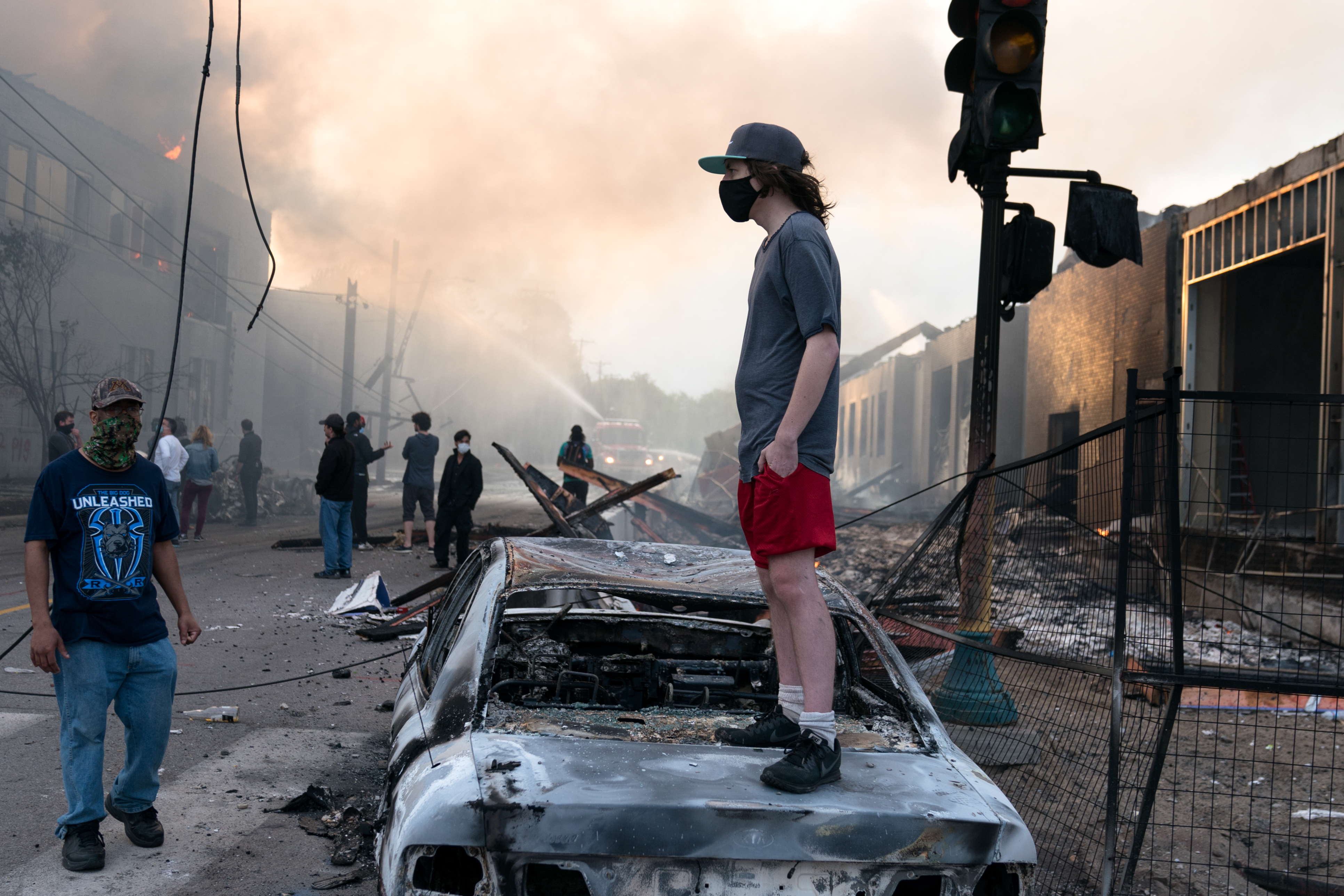
Un bărbat stă pe o mașină arsă în timp ce incendiile ard în spatele lui în zona Lake St din Minneapolis, Minnesota.
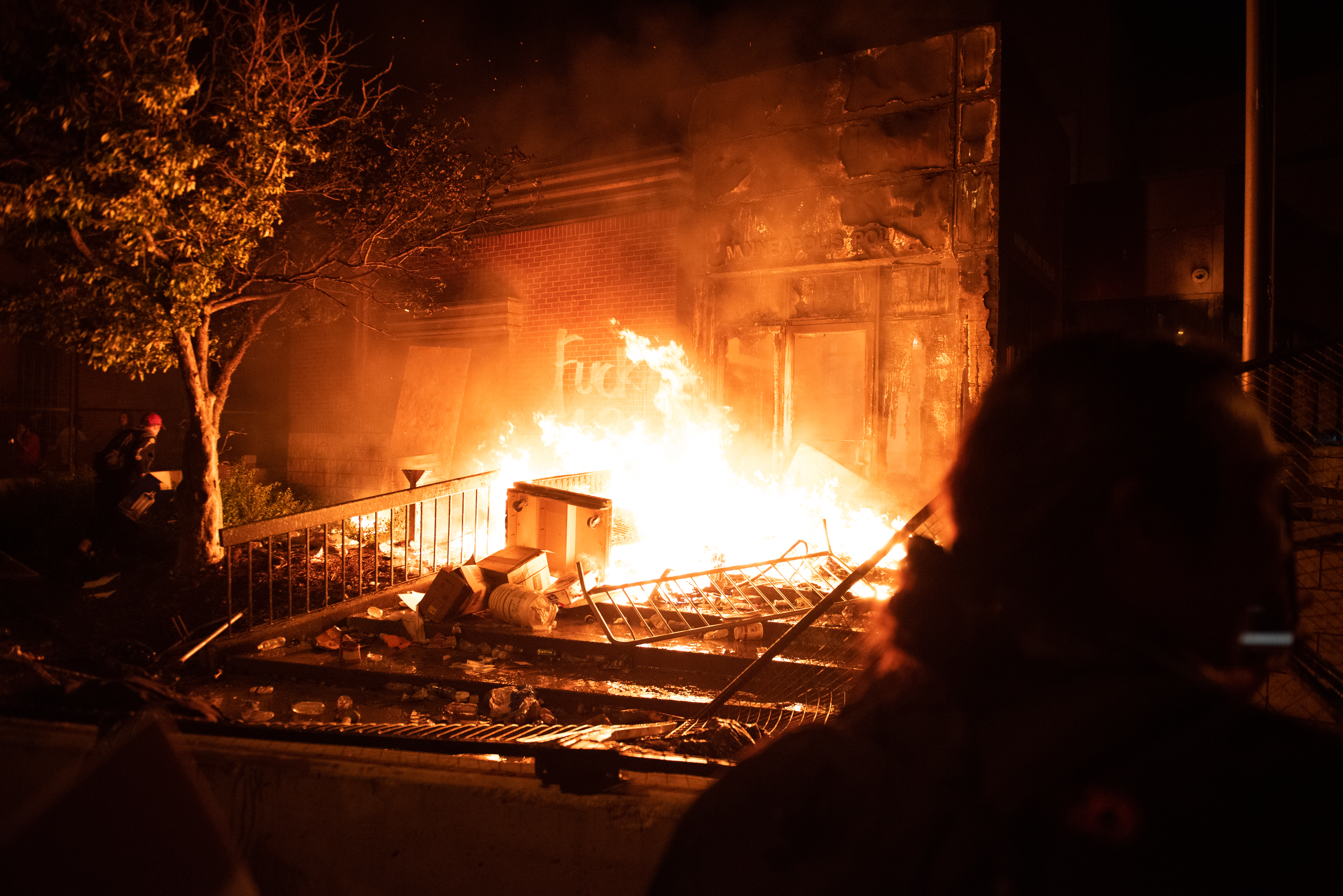
A 3-a secție de poliție din Minneapolis a fost incendiată de protestatari

## Linkuri externe
- Reclamatie - Statul Minnesota v. Arhivat în 30 mai 2020, la Wayback Machine. Derek Michael Chauvin Arhivat în 30 mai 2020, la Wayback Machine. , Districtul Minnesota, districtul judiciar al patrulea, dosar nr. 27-CR-20-12646. 29 mai 2020.